# Феддерсен, Ганс Петер
Ганс Петер Феддерсен-младший (нем. Hans Peter Feddersen; 29 мая 1848, Штедезанд, Северная Фрисландия — 13 декабря 1941, Гальмсбюлль) — немецкий художник, мастер пейзажной и жанровой живописи о Фрисландии.

## Жизнь и творчество
Родился в семье с художественными традициями. Его отец, Ганс Петер Феддерсен-старший, и двоюродная сестра, Августа Маргарита Феддерсен, были живописцами. Изучал рисунок в Академии художеств Дюссельдорфа в 1866—1871 годы, а с 1871 год — в Саксонской высшей художественной школе в Веймаре. Учителем молодого Феддерсена и в Дюссельдорфе, и в Веймаре был Теодор Хаген. Совершал учебные поездки по северу Германии, на острова Зильт и Рюген, в Восточную Пруссию. В 1870 году Феддерсен и Хаген приезжают в Дюссельдорф с целью убедить венгерского художника Михая Мункачи приехать для преподавания в Веймар. В 1877 году, с апреля по июнь живописец путешествует по Италии. В 1885 году он возвращается в Фрисландию вместе с своей супругой Маргарет и живёт до самой смерти в родительском доме до своей кончины в 1941 году как свободный художник. В 1910 году Феддерсен становится профессором, а в 1924 — почётным доктором Кильского университета.
В 1926 году художник становится членом Прусской Академии художеств, в 1938 ему присуждается «медаль Гёте за заслуги в области науки и искусства». Художник известен пейзажами родной Фрисландии, также он считается мастером портретного и жанрового искусства. Является представителем натурализма в живописи, а своих поздних работах выступает как экспрессионист. Автор около полутора тысяч произведений искусства.
Произведения Ганса Петера Феддерсена-младшего демонстрировались на «Выставке немецкого искусств XIX столетия» в Берлине (1906), на Всемирной выставке в Вене (1873) и ряде других.

## Галерея
- Польская деревня (1874)
- Русская воскресная ярмарка (1876)
- Капри, Морской пейзаж (1877)
- Жертвенник (1884)
- Портрет дочери (1904)